# Амперметар
Амперметар је електрични мјерни инструмент намијењен за одређивање јачине електричне струје у амперима или изведеним јединицама (μA, mA, kA). Могу се по принципу рада подијелити на аналогне и дигиталне.

## Аналогни амперметар
Аналогни амперметри користе неколико принципа рада. Један је инструмент са меким покретним гвожђем код којега струја пролази кроз фиксну завојницу (калем), а казаљка је причвршћена за комад меканог гвожђа које се помјера према завојници под утицајем магнетског поља око завојнице.
Код инструмената са покретним калемом (завојницом) калем са казаљком је покретан у пољу перманентног магнета и отклон одговара величини струје.
Електродинамички инструменти умјесто перманентног магнета имају електромагнет, иначе су слични претходним.
Индукциони инструменти користе вртложне струје индуковане у вртећем алуминијумском диску који покреће индикациони уређај. Користе се само за наизмјеничне струје.
Код инструмената са термоспрегом струја загријава термални сензор (термистор, термочланак (термоспрег)) који промјене своје температуре преноси на индикациони елемент.
Инструменти за загријаном (загрејаном) жицом су слични претходнима, с тиме што се промјена дужине загријане жице посредно користи за мјерење струје.
Инструменти са биметалном траком имају индикациони систем повезан са биметалном траком, која се савија услијед (директног или индиректог) протока струје.
При конструкцији се тежи за што мањим отпором да не би сам амперметар утицао превише на мјерење струје у колу. Пошто инструменти са калемом често имају отпоре од неколико стотина или хиљада ома и јако су осјетљиви на мале струје, користи се такозвани шант или шунт отпорник за мјерења јачих струја.
Шант се спаја електрички паралелно самом калему инструмента, и јако је малог отпора. Његова намјена је да пропусти скоро сву струју кроз себе, тако да сам осјетљиви калем инструмента ради са струјама реда милиампера и мање. Друга намјена шанта је смањење серијског отпора амперметра.
При прекапчању мјерних подручја аналогног амперметра, ми у ствари прекапчамо разне вриједности шант отпорника, погодне за дато мјерно подручје. Што је струја већа шант је мање отпорности, али и веће снаге да издржи јачу струју и асоцирано загријавање.

## Дигитални амперметар
Обично су у склопу мултиметра способног за разна електрична мјерења. Мјерење струје се обично врши посредно, наиме са мјерењем пада напона на шант отпорнику врло малог отпора. Претварање аналогног напона се врши аналогно-дигиталним претварачем (конвертером) и дигитална вриједност струје се приказује на ЛЦД показивачу инструмента.
Постоје и амперметри који користе термални принцип (сензор се грије под дејством струје) за индиректно мјерење струје, или мјерење јачине магнетског поља за наизмјеничну струју.

## Повезивање и симбол
Амперметар се увијек повезује серијски у електрично коло гдје се врши мјерење. Стога, није дозвољено повезивање амперметра без трошила (додатног отпора) у колу, јер долази до кратког споја и уништења инструмента.